# Adelma Gómez
Adelma Gómez (Buenos Aires, 10 de julio de 1934 - Buenos Aires, Argentina, 14 de noviembre de 2011) fue una organista y profesora de música argentina de relevancia internacional.
Fue la primera mujer organista de gran trascendencia en Argentina; llegó a interpretar en la mayoría de los instrumentos que existen en la capital Argentina. Su repertorio abarcó desde el barroco al siglo XX y compositores argentinos.

## Biografía
Nació el 10 de julio de 1934 en Buenos Aires. Fue alumna del belga Julio Perceval y Héctor Zeoli, con quien se casó. Se destacó como organista del Auditorio Juan Victoria de la ciudad de San Juan. Estudio armonía y contrapunto con Teodoro Fuchs. Tuvo una amplia carrera como organista, empezando por su actividad pedagógica en la Universidad de San Juan, en cuyo auditorio  brindó cientos de conciertos desde 1972 a 1987. Gómez dio a conocer las obras de músicos argentinos contemporáneos, como Juan Carlos Paz, Alicia Terzian, Augusto Rattenbach, Eduardo Alemán y Horacio López de la Rosa. Fue la primera en toda América Latina que divulgó el Libro de Órgano de Olivier Messiaen en 1972.
Realizó actuaciones en Alemania, Austria, Bélgica, Dinamarca, España, Finlandia, Francia, Holanda, Italia, Japón, Noruega, Polonia, Portugal, Suecia, Suiza, Unión Soviética, Brasil, México, Uruguay y Venezuela.
A partir de 1983 organizó ciclos como el Ciclo de Conciertos de órgano en los barrios y el Festival Permanente de Órgano muy recordado por los oyentes. Desde el Centro de Divulgación Musical coordinado por Ariel Ramírez comenzó un programa junto a Napoleón Cabrera que se extendió hasta 2008, el mismo contempló la restauración de una docena de órganos. El programa fue cortado sin motivo por las autoridades del gobierno de la ciudad de Buenos Aires. Fue la organista titular de la iglesia San Juan Bautista, de Alsina y Piedras, y del Colegio Nacional de Buenos Aires, había instituido también el Festival Internacional de Órgano, que reunió en la ciudad de Buenos Aires a grandes intérpretes locales y del mundo del órgano.
En Europa hizo grabaciones para las radios Hilversum de Holanda, Nacional de España y Radio Viena. Fue parte del jurado en el Concurso Internacional de Órgano de Chartres en 1992.
En radio condujo junto a Napoleón Cabrera el programa El órgano, rey de los instrumentos, que se trasmitía por Radio Clásica. Se casó en segundas nupcias con Cabrera.
Era organista titular del Colegio Nacional de Buenos Aires.

## Premios
En 1989 fue distinguida por la Fundación Konex como sobresaliente instrumentista argentina, y en 1991, 1996 y 2011 fue galardonada por la Asociación de Críticos Musicales de la Argentina. En 1992 recibió el premio SADAIC a grandes intérpretes. Obtuvo el premio Mecenas en 2007.

## Muerte
Adelma Gómez falleció arrollada por un colectivo al salir de su casa en la ciudad de Buenos Aires.